# Johan Turi
Johan Turi, Johan Tuuri ou Johan Thuri (1854–1936) était un écrivain suédois lapon. Son premier livre, Muitalus sámiid birra, « Récit de la vie des Lapons », le premier ouvrage non religieux écrit dans une des langues sames, raconte la vie et les traditions du peuple des Samis dont l'élevage des rennes au début du  XXe siècle. Le livre fut traduit vers le suédois, le danois, l'italien, le français, l'anglais et l'allemand. La pièce dramatique Johan Turi de Harald Gaski et Gunnar Gjengset créée en 2019 et dont la traduction en allemand est parue dans la collection Samica, lui rend hommage.

## Œuvre
- 1910 : Muitalus sámiid birra
- 1920 : Sámi deavsttat – samiska texter
- 1931 : Duoddaris – från fjället

## Traduction française
- 1974 : Récit de la vie des Lapons, traduit et annoté par Christian Mériot, préface d'Asbjørn Nesheim, avec des illustrations de l'auteur, Éditions Maspero, 1974.